# Enrico Letta
Enrico Letta (Pisa, Italia, 20 de agosto de 1966) es un político, politólogo y docente italiano. Fue primer ministro de Italia entre 2013 y 2014. Fue además representante de la Región de Marcas en la Cámara de Diputados Italiana hasta su renuncia al cargo en 2015 para dedicarse a la docencia. Está casado y tiene tres hijos.

## Biografía

### Inicios
Enrico Letta nació en Pisa, en la Toscana. Su padre, el matemático Giorgio Letta, es profesor emérito en la Universidad de Pisa, y su tío, Gianni Letta, fue uno de los hombres más próximos al fallecido líder del centroderecha italiano, Silvio Berlusconi. Parte de su juventud la desarrolló en Estrasburgo. Posteriormente, se licenció en Ciencias Políticas por la Universidad de Pisa.

### Carrera política
Fue miembro de la Democracia Cristiana y fue presidente de las juventudes del Partido Popular Europeo entre 1991 y 1995. Después se unió al Partido Popular Italiano, y en 1998, con 32 años, fue nombrado ministro de Asuntos Europeos en el primer gobierno de Massimo D'Alema. Un año después fue nombrado ministro de Industria, Comercio y Artesanía, hasta su cese en 2001, cuando fue elegido diputado por Piamonte en la Cámara de Diputados de Italia. Entre ese año y 2004 fue responsable de economía de su partido. Posteriormente, entre 2004 y 2006, fue miembro del Parlamento Europeo, integrándose en el grupo de Alianza de Liberales y Demócratas de Europa, y en la comisión de Asuntos Económicos y Monetarios. En 2006, con la victoria del centroizquierda de Romano Prodi, abandonó el Parlamento europeo al ser nombrado secretario del Consejo de Ministros, cargo en el que sucede a su tío Gianni Letta.
En 2007 participó en la fundación del Partido Democrático, presentándose al liderazgo del mismo y quedando en tercera posición con el 11% de los votos.
El 8 de mayo de 2008, tras las elecciones que dieron la victoria a Silvio Berlusconi cede la secretaría del Consejo de Ministros de Italia a su antiguo titular, su tío, Gianni Letta. Mientras tanto, Enrico Letta es elegido diputado por Lombardía. Tras la dimisión de Walter Veltroni como líder del Partido Democrático, apoya a Pier Luigi Bersani como secretario general tras el liderazgo transitorio de Dario Franceschini, siendo nombrado vicesecretario general del partido.
En las elecciones generales de 2013 es elegido diputado por la Región de Marcas, tomando posesión de su escaño el 15 de marzo de 2013. Un mes después, tras la dimisión de Pier Luigi Bersani como secretario general del Partido Democrático ante la imposibilidad de formar gobierno, Enrico Letta cesa como vicesecretario general junto con toda la ejecutiva.

### Presidente del Consejo de Ministros
Días después de su dimisión como autoridad de PD, el 24 de abril de 2013 es invitado por el presidente de la República, Giorgio Napolitano, a formar gobierno, iniciando contactos con las formaciones políticas.
Luego de casi dos meses de las elecciones generales de 2013 en las que triunfó el Partido Democrático, el 28 de abril de 2013 asumió como Presidente del Consejo de Ministros luego de haber logrado las mayorías necesarias para formar un gobierno encabezado por su fuerza política, el Partido Democrático, en coalición con el partido de tendencia centroderechista liberal-conservadora Pueblo de la Libertad liderado por Silvio Berlusconi y el partido Elección Cívica encabezado por Mario Monti. Durante el acto de asunción y jura de ministros un hombre efectuó disparos ante la sede del Gobierno hiriendo a dos carabineros y una mujer embarazada.
Abogó por más mercado libre, una estricta disciplina presupuestaria y un importante plan de privatizaciones. También se opone a la entrada del PD en el Partido de los Socialistas Europeos. Su gobierno prometió en noviembre de 2013 a la Comisión Europea privatizaciones por 12.000 millones de euros en 2014 para reducir la deuda.
El 13 de febrero de 2014, Letta anunció su dimisión debido al descontento en el seno de su propio Partido Democrático en el parlamento, generado por el clima de inestabilidad que vivía Italia. Fue sustituido por Matteo Renzi.

## Cargos desempeñados
- Presidente de las Juventudes del Partido Popular Europeo (1991-1995).
- Ministro de Asuntos Europeos de Italia (1998-1999).
- Ministro de Industria, Comercio y Artesanía de Italia (1999-2001).
- Diputado por Piamonte en la Cámara de Diputados (2001-2004).
- Diputado al Parlamento Europeo (2004-2006).
- Diputado por Lombardía en la Cámara de Diputados (2006-2013).
- Subsecretario de la Presidencia del Consejo de Ministros de Italia (2006-2008).
- Vicesecretario general del Partido Democrático (2009-2013).
- Presidente del Consejo de Ministros de Italia (2013-2014).
- Diputado por las Marcas en la Cámara de Diputados (2013-2015).
- Secretario general del Partido Democrático (2021-2023).

## Obras
- L'Europa di Maastricht. La Comunità diventa Unione, Firenze, AREL, 1992.
- Passaggio a Nord-Est. L'Unione europea tra geometrie variabili, cerchi concentrici e velocità differenziate, Bologna, Il Mulino, 1994. ISBN 88-15-04834-0.
- Euro sì. Morire per Maastricht, Roma-Bari, Laterza, 1997. ISBN 88-420-5248-5.
- (coord.), Le prospettive di integrazione tra Unione Europea e Unione Europea Occidentale. Effetti sulle strutture politico-istituzionali attualmente esistenti, Roma, Informazioni della Difesa, 1999.
- La comunità competitiva. L'Italia, le libertà economiche e il modello sociale europeo, Roma, Donzelli, 2001, ISBN 88-7989-625-3.
- con Lucio Caracciolo, Dialogo intorno all'Europa, Roma, Laterza, 2002, ISBN 88-420-6556-0.
- L'allargamento dell'Unione europea, Bologna, Il Mulino, 2003, ISBN 88-15-09320-6.
- con Pier Luigi Bersani, Viaggio nell'economia italiana, Roma, Donzelli, 2004, ISBN 88-7989-890-6.
- con Pier Luigi Bersani, Sulla via dei distretti. Un viaggio per rilanciare l'economia italiana, Roma, L'Unità-Europa, 2004.
- L'Europa a venticinque, Bologna, Il Mulino, 2005, ISBN 88-15-09830-5; 2006, ISBN 88-15-11015-1.
- In questo momento sta nascendo un bambino, Milano, Rizzoli, 2007, ISBN 978-88-17-01988-0.
- (coord.) con Cesare Damiano y Tiziano Treu, Adesso il lavoro. Le proposte del Partito Democratico contro la crisi. Occupazione, salari, pensioni, Roma, Ediesse, 2008, ISBN 978-88-230-1329-2.
- Costruire una cattedrale. Perché l'Italia deve tornare a pensare in grande, Milano, Mondadori, 2009. ISBN 978-88-04-59050-7.
- con Lucio Caracciolo, L'Europa è finita?, Torino, ADD, 2010, ISBN 978-88-96873-06-9.
- Andare insieme, andare lontano, Milano, Mondadori, 2015, ISBN 978-88-046-5537-4.
- con Romano Prodi, Tra politica e politiche. La lezione di Nino Andreatta, Bologna, Il Mulino, 2016, ISBN 978-88-152-6711-5.
- Contro venti e maree. Idee sull’Europa e sull’Italia, Conversazione con Sébastien Millard, Il Mulino, Bologna 2017, ISBN 978-88-152-7036-8.
- Ho imparato. In viaggio con i giovani sognando un'Italia mondiale, Bologna, Il Mulino, 2019, ISBN 978-88-152-8004-6.